# زاوية سيدي عبد الله الحاج
زاوية سيدي عبدلله بالحاج هو معلم أثري تونسي مصنف من قبل المعهد الوطني للتراث يقع في ولاية قبلي في الجنوب الغربي التونسي، تحديدا في مدينة دوز تم تصنيف المع
لم في يوم 26 جانفي 2024